# Bursera glauca
Bursera glauca är en tvåhjärtbladig växtart som beskrevs av August Heinrich Rudolf Grisebach. Bursera glauca ingår i släktet Bursera och familjen Burseraceae. Inga underarter finns listade i Catalogue of Life.